# Paravalsa indica
Paravalsa indica är en svampart som beskrevs av Ananthap. 1990. Paravalsa indica ingår i släktet Paravalsa och familjen Valsaceae.   Inga underarter finns listade i Catalogue of Life.